# Ray Wright
Horace Raymond Wright, detto Ray (Pontefract, 6 settembre 1918 – Luton, agosto 1987), è stato un calciatore inglese, di ruolo attaccante.

## Carriera
Nella stagione 1937-1938 ha giocato 3 partite nella prima divisione inglese con il Wolverhampton; l'anno seguente ha invece segnato un gol in 5 presenze in prima divisione sempre con il medesimo club. Alla ripresa dei campionati dopo la fine della Seconda guerra mondiale ha giocato prima per due stagioni in terza divisione con l'Exeter City e poi per una stagione a livello semiprofessionistico con lo Yeovil Town.